# Lichtervelde

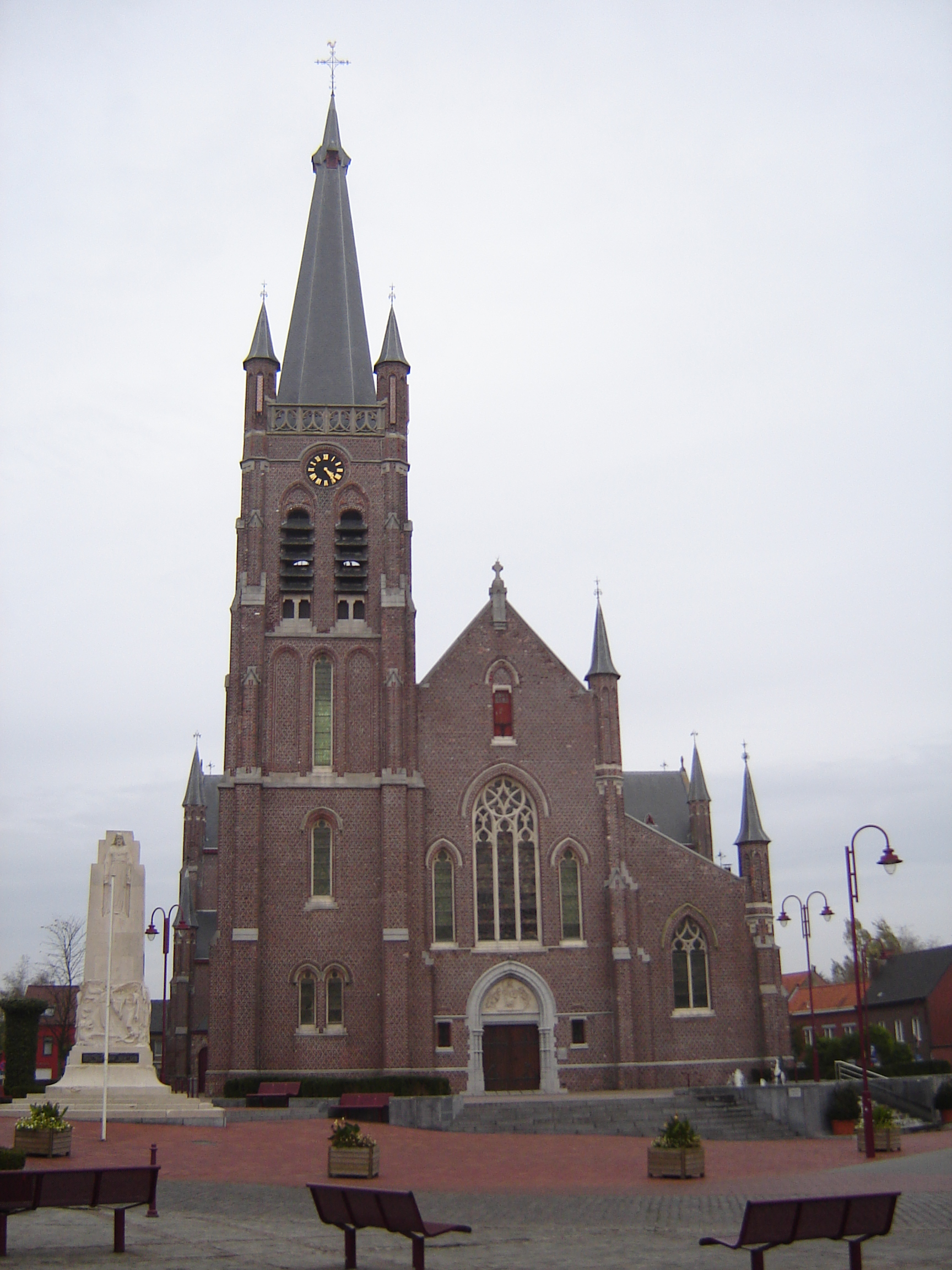
Iglesia de Santiago en Lichtervelde. Lichtervelde, Flandes Occidental, Bélgica

Lichtervelde es un municipio de la región de Flandes, en la provincia de Flandes Occidental, Bélgica. A comienzos de 2018 contaba con una población total de 8.793 personas.

## Geografía
Se encuentra ubicada al oeste del país, al centro de la provincia y al norte de Roeselare.
La extensión del término es de 25,93 km², con una densidad de población de 339,09 habitantes por km².

### Secciones del municipio
El término municipal está formado únicamente por la localidad de Lichtervelde.

## Demografía

### Evolución
Todos los datos históricos relativos al actual municipio, el siguiente gráfico refleja su evolución demográfica.
| Gráfica de evolución demográfica de Lichtervelde entre 1846 y 2020 |
|                                                                    |

## Enlaces relacionados
- Sitio oficial del término municipal de Lichtervelde

- Datos: Q696871
- Multimedia: Lichtervelde / Q696871